# Guillem Raimon
Guillem Raimon o Guilhem Raimon (segle xiii) és el nom d'un trobador o, més probablement, d'un joglar, actiu a Itàlia durant la segona meitat del segle xiii, on hauria obtingut o presumit de l'epítet de "rei dels joglars".
El nom de Guillem Raimon apareix en un manuscrit (H), mentre que en un altre (P) apareix Raimon Guilhem. Segons Chabaneau, seria la mateixa persona, a qui atribueix quatre tençons o intercanvis de coblas. Tanmateix Bartsch i Bertoni no aproven aquesta identificació. Els dos trobadors van ser actius a la cort Este, un dels quals, Raimon Guillem, el trobem aquí en un intercanvi de coblas amb Ferrarino Trogni de Ferrara. En canvi, Guilhem Raimon apareix, també a la cort d'Este, en un intercanvi de coblas en una tençó amb un tal Aimeric (potser Aimeric de Peguilhan). El Raimon Guillem que va fer les tençons amb Ferrarino, explica Bertoni, se situa cronològicament a finals del segle xiii, mentre que l'altre, Guillem Raimon, que va fer les tençons amb Aimeric, se situaria probablement a principis del XIII: gairebé un segle de diferència l'un de l'altre.
Pel que fa a la cronologia de l'activitat del trobador, els diferents autors ofereixen conjectures sense evidències documentals. Si Bertoni acostuma a situar-lo a principis del segle xiii, Paden, en canvi, col·loca Guillen Raimon a la cort Este després del 1260.